# Lacuna Coil (ep)
Lacuna Coil is de eerste cd van de gothic metal band Lacuna Coil. De ep werd uitgebracht op 26 januari, 1998 door Century Media. Op 25 juli, 2005 werd deze ep door Century Media samengevoegd met Lacuna Coils andere ep Halflife en zo opnieuw uitgebracht als The EPs.
Met deze 28 minuten durende mini-cd zette Lacuna Coil zich duidelijk neer als gothic metal band in de stijl van The Gatherings Mandylion - dat ook door Sorychta werd geproduceerd. Kenmerkend zijn droomachtige teksten, persoonlijke themas, niet-klassieke zang en een 'ijl' geluid. Ex-fotomodel Cristina Scabbia profileerde zich als metalhead in plaats van als drager van de nu overbekende prinsessenjurken. Muzikaal gezien was dit ook niet een heavymetalband met toevallig een zangeres maar heeft het een ander geluid - zanger Andrea Ferro zingt ook in plaats van te grunten. Gecombineerd met de lichte popinslag leidde tot een behoorlijk uniek concept dat goed werd ontvangen, wellicht een voorbode van het latere succes.
Curieus is het volledig instrumentale nummer "Un Fantasma Tra Noi". Ondanks de aanwezigheid van een zangduo wordt dit soms live gespeeld.

## Nummers
1. "No Need to Explain" - 3:37
2. "The Secret..." - 4:16
3. "This is my Dream" - 4:06
4. "Soul into Hades" - 4:52
5. "Falling" - 5:39
6. "Un Fantasma Tra Noi (A Ghost Between Us)" - 5:22

## Bezetting
- Cristina Scabbia - zang
- Andrea Ferro - zang
- Raffaele Zagaria - gitaar
- Claudio Leo - gitaar
- Marco Coti Zelati - basgitaar
- Leonardo Forti - drums
- Waldemar Sorychta - keyboard

## Productie
- Waldemar Sorychta - Producent
- Media Logistics (Carsten Drescher) - Ontwerp en opmaak